# Ladislav Beneš (sochař)
Ladislav Beneš (24. srpna 1883 Praha – 6. října 1956 Častolovice) byl český sochař, malíř a štukatér.

## Život
Ladislav Beneš pocházel z chudé rodiny malostranského ševce a dětství prožil v Nerudově ulici č. 283. Ladislavova sestra zemřela na tuberkulózu v době jeho dospívání. Jeho bratr později padl během I. světové války. Ve škole si Ladislavova kreslířského a modelářského nadání všiml učitel výtvarné výchovy, který ho nasměroval na Uměleckoprůmyslovou školu. Zde studoval v letech 1897–1904 u profesorů Celdy Kloučka a Stanislava Suchardy. Byl manuálně i technicky zručný a během studia si přivydělával jako štukatér. Po ukončení studia byl jedním z pravidelných návštěvníků legendární kavárny Union.
Roku 1911 uspěl s portrétem své předčasně zesnulé sestry Aničky a byl přijat do Umělecké besedy. Ve stejném roce získal svou první veřejnou zakázku na pomník Jana Husa. Za získané peníze si pronajal ateliér v Čechově ulici v Praze a podnikl studijní cestu do Drážďan. Přátelil se s V. H. Brunnerem a roku 1912 ho portrétoval. Z Umělecké besedy přestoupil do SVU Mánes, který byl umělecky progresivnější. Jako člen SVU Mánes se účastnil výstav spolku v letech 1911–1934.
Po roce 1915 vyčerpal své dosavadní úspory a hledal únik před realitou a osaměním v bohémské společnosti. Byl vynikajícím tanečníkem a v té době se stal denním hostem pražského kabaretu a tančírny Montmartre, kde mezi tanečnicemi nacházel náměty pro svá díla. Roku 1916 byl povolán k 8. českému regimentu domobrany v Salcburku. Zde se seznámil s malířem Antonínem Hudečkem a jeho tehdejší partnerkou, rakouskou pěvkyní Marianou Vorlovou (manželkou sochaře Jaroslava Vorla), do které se již tehdy zamiloval. Vorlová svým hudebním nadáním, zpěvem a zájmem o esoteriku, věštectví, indické a orientální nauky ovlivnila i pozdější Benešova díla.
Roku 1921 podnikl studijní cestu do Itálie. Ve dvacátých letech Ladislav Beneš získal některé významné veřejné zakázky a zúčastnil se soutěží na pražské pomníky. Roku 1930, po zklamání z výsledku soutěže na pomník Jana Žižky na Vítkově (socha byla nakonec bez soutěže zadána Bohumilu Kafkovi), opustil Prahu a odešel do Častolovic, kde se usadil v letním sídle svého přítele Antonína Hudečka. Zde se také oženil s Marií Vorlovou, která vychovávala dva syny, z nichž mladší Jiří byl nemanželským synem Antonína Hudečka. Roku 1931 Ladislav Beneš podnikl svou druhou studijní cestu do Itálie. V letech 1936 a 1937 se zúčastnil prvních dvou výstav Zlínský salon. Za války v letech 1940–1944 vystavoval s Jednotou umělců výtvarných. Beneš, zklamaný z neúspěchu ve veřejných zakázkách, snadno podlehl konspiračním teoriím o židovském spiknutí a v některých jeho kresbách se objevily antisemitské motivy.
Za druhé světové války se Benešova žena Marie stala správkyní šternberského zámku a zúčastnila se několika oficiálních akcí organizovaných protektorátní správou. Její prvorozený syn Jaroslav bojoval v německé armádě na východní frontě. Ladislav Beneš tvořil během války menší plastiky na téma Válka, Jan Žižka, návrhy na pomníky obětem války, apod. Vytvořil také portrétní bustu prezidenta Emila Háchy, která se po válce stala záminkou k procesu, ve kterém byl Beneš odsouzen jako zrádce k sedmi letům těžkého žaláře ve věznici Mírov. Vrátil se až roku 1952 s podlomeným zdravím a tuberkulózou. Jeho ateliér byl během doby jeho věznění několikrát vykraden a zmizela z něj umělecká díla i veškeré sochařské náčiní. Po zbytek života se živil příležitostnými zakázkami a žil v ústraní v nevytápěném zahradním ateliéru. Zemřel v 6. října 1956 v Častolovicích a je pochován na tamním hřbitově.
Ladislava Beneše lze zařadit mezi nejvýznamnější české neoklasicistní sochaře. Jeho díla byla vystavována na členských výstavách SVU Mánes, Zlínských salonech, výstavách JUV, na samostatných výstavách v Městském muzeu v Hradci Králové (1931, 1938), v Alšově síni Umělecké besedy v Praze (1968) a kromě toho v Kolíně nad Rýnem, Záhřebu, Bělehradě, Lublani, Mnichově, Vídni a Paříži. Restaurované sochy Ladislava Beneše jsou od roku 2015 vystaveny v expozici Orlické galerie v Rychnově nad Kněžnou.

### Ocenění
- 1923 Cena vítěze Autoklubu Československé republiky, 1. cena v soutěži
- 1925 Zlatá medaile za sochu Slavie, Mezinárodní výstava dekorativního umění v Paříži
- 1928 pomník Jana Žižky pro Vítkov, 2. cena spolu s Karlem Dvořákem, 1. cena nebyla vyhlášena

## Dílo
Ladislav Beneš se již během studií jako štukatér podílel na výzdobě významných pražských secesních staveb, jako je budova pěveckého spolku Hlahol a budova Hlavního nádraží v Praze. Spolupracoval také na reliéfech Hlávkova mostu s Janem Štursou. Jeho první samostatná veřejná zakázka po ukončení studia, pískovcová socha Mistra Jana Husa pro náměstí v Bohušovicích, má blíže k monumentálním plastikám Auguste Rodina, s jehož dílem se mohl seznámit na pražské výstavě roku 1902. Později ho zaujalo i dílo Antoina Bourdella a Aristida Maiolla, jejichž díla byla v Praze vystavena v letech 1909 a 1910.
Roku 1912 byl krátce ovlivněn kubismem a vytvořil několik kubistických plastik (Dívka, 1912, Sv. Antonín, 1912). Vlastním autoportrétem a portrétem svého přítele V. H. Brunnera (1912) se vrátil k realistické modelaci. Vytvořil také portréty Tavíka F. Šimona (1913) a Josefa Mánesa (1915) – jako součást návrhu pro jeho pomník v Praze. Na rozhraní mezi portrétem a idealizací stojí Podobizna chlapce (1917), ke které byl modelem nemanželský syn Antonína Hudečka Jiří a Podobizna inženýra K. (1921). V době, kdy se pohyboval mezi pražskou bohémou v tančírně Montmartre, vytvořil plastiky tanečnice a herečky Olgy V. Gzovské, sochy Dívka a smrt, Diana (1916), Somnambula (1916). Následovala řada alegorických soch s tématem Smyslnost (1917), Ušlechtilost (1921), Tajemství (1923) a další.
Ve dvacátých letech získal Ladislav Beneš několik významných veřejných zakázek a jeho socha Slavia byla oceněna zlatou medailí na Mezinárodní výstavě dekorativního umění v Paříži. Spolu se svým přítelem V. H. Brunnerem, který navrhl skleněné vitráže, vytvořil monumentální vstup do budovy Sociálního ústavu pro okresní nemocenskou pokladnu na nábřeží Vltavy, kterou v letech 1924–1926 projektoval architekt Bohumil Hypšman. Benešovy alegorické sochy v nadživotní velikosti nad vchodem symbolizují Práci, Starobní pojištění, Mateřství a Pojištění. V letech 1928–1929 provedl dvě alegorické sochy pro budovu Krajského soudu v Ostravě.
Ve dvacátých letech vznikly sochy Poutník Kámaníta (podle románu básníka Karla Adolpha Gjellerupa), Bohyně války, Meditace, Země (1926) a Matka země (1928). Jako bezprostřední odpověď na sochařovo vnitřní rozpoložení vznikly sochy Bivoj, Ikaros, Samson, Magdaléna a Prométheus. Pokračoval v sochařských zpracováních tanečních motivů podle Widmannové (Klečící), Ruth Saint – Denis (Oheň) a umění Tamary Karsaviny.
Beneš vytvořil řadu návrhů pro významné pomníky, ale některé zakázky, jako Němcové Babička v Ratibořicích, byly nakonec zadány mimo soutěž. V nejvýznamnější veřejné soutěži, kterou byla socha Jana Žižky z Trocnova, se nakonec umístil spolu s Karlem Dvořákem na 2. místě (první cenu porota nevyhlásila). Beneš soutěž obeslal celkem třikrát (1913, 1926, 1928) a když pak zakázku bez další soutěže přidělili Bohumilu Kafkovi, zklamaný sochař odešel z Prahy do Častolovic. Po dvouměsíčním pobytu v Itálii vytvořil na veřejnou zakázku sochu Primavera. V dalších letech vznikly sochy Stařena (Chudoba), Myslitel (1934), Zrání (1934), Tanečnice (1934), Šebestián (1934). V Častolovicích navrhl sochu Bedřicha Smetany pro Pardubice, se kterou roku 1936 vyhrál veřejnou soutěž, ale před blížící se válkou již na realizaci pomníku nezbyl čas.
Za války se opakovaně vracel k soše Jana Žižky a tvořil komorní díla Lotova žena (1939–41), Válka (1942–45) a návrhy na pomníky obětem fašismu. Jeho plastika vojevůdce asyrského krále Nabukadnésara – Holoferna a portrét protektorátního prezidenta Emila Háchy byly použity po válce u soudu jako důkaz kolaborace a vedly k jeho odsouzení k sedmi letům žaláře. Ve vězení kreslil své spoluvězně a po propuštění už žádné veřejné zakázky nezískal a živil se pouze příležitostnými portréty lidí ze sousedství. Jeho poslední sochařskou prací, inspirovanou Jiráskovým románem Psohlavci, byl Jan Kozina.

### Známá díla (výběr)
- pomník Mistra Jana Husa v Bohušovicích nad Ohří (1911)[7]
- Cena vítěze Autoklubu Československé republiky (1923)
- Socha Slavie pro Banku Slavie v Praze (1925)
- Ležící ženský akt (1925)[8]
- Odpočívající ženský akt[9]
- Čtyři alegorické sochy (Práce, Starobní pojištění, Mateřství a Pojištění ) (1924–1926), Sociální ústav pro okresní nemocenskou pokladnu (Úrazová pojišťovna), Lannova 2, Praha, Nové Město
- Liktor a Justice-Spravedlnost (1928–1929), budova Krajského soudu, Moravská Ostrava[10]
- busta Antonína Hudečka
- pamětní deska humanistického badatele Antonína Truhláře, Lično

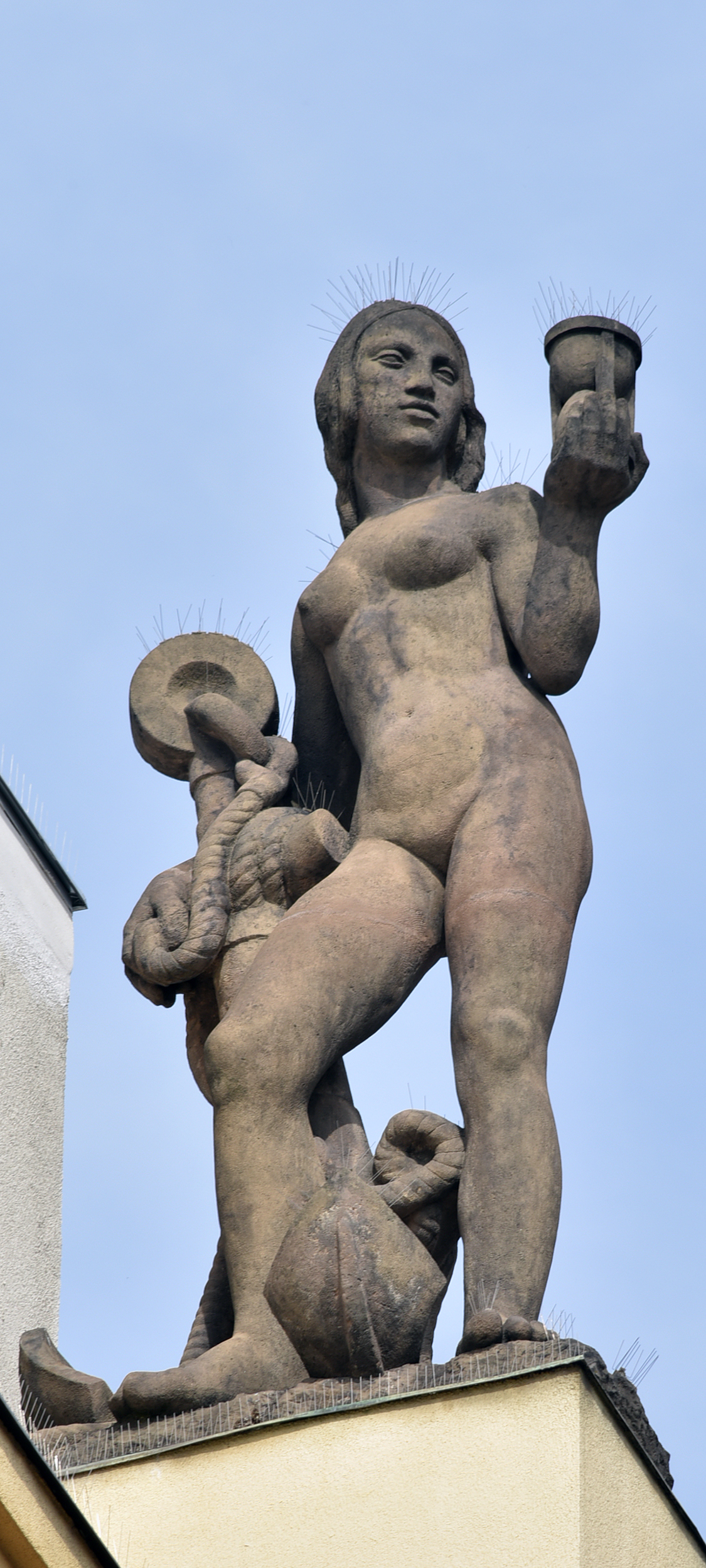
Ladislav Beneš, Slavia (1925)
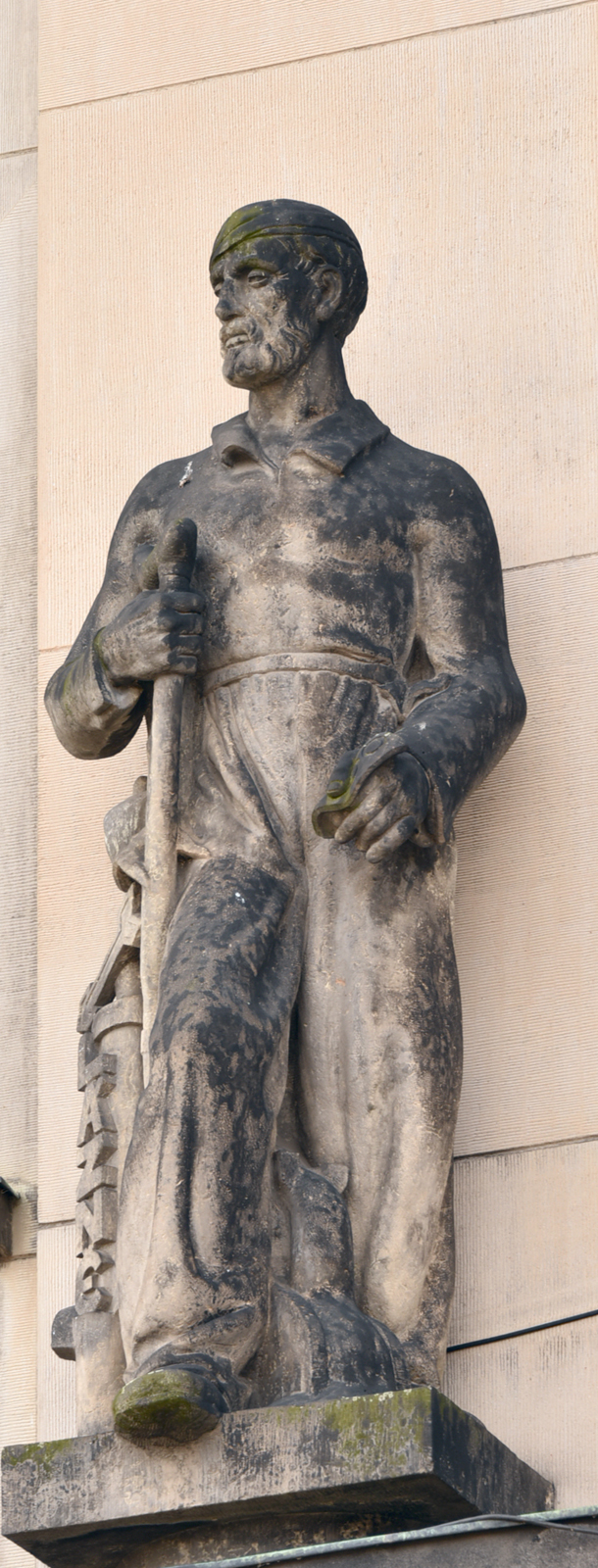
Ladislav Beneš, Starobní pojištění (1924–1926)
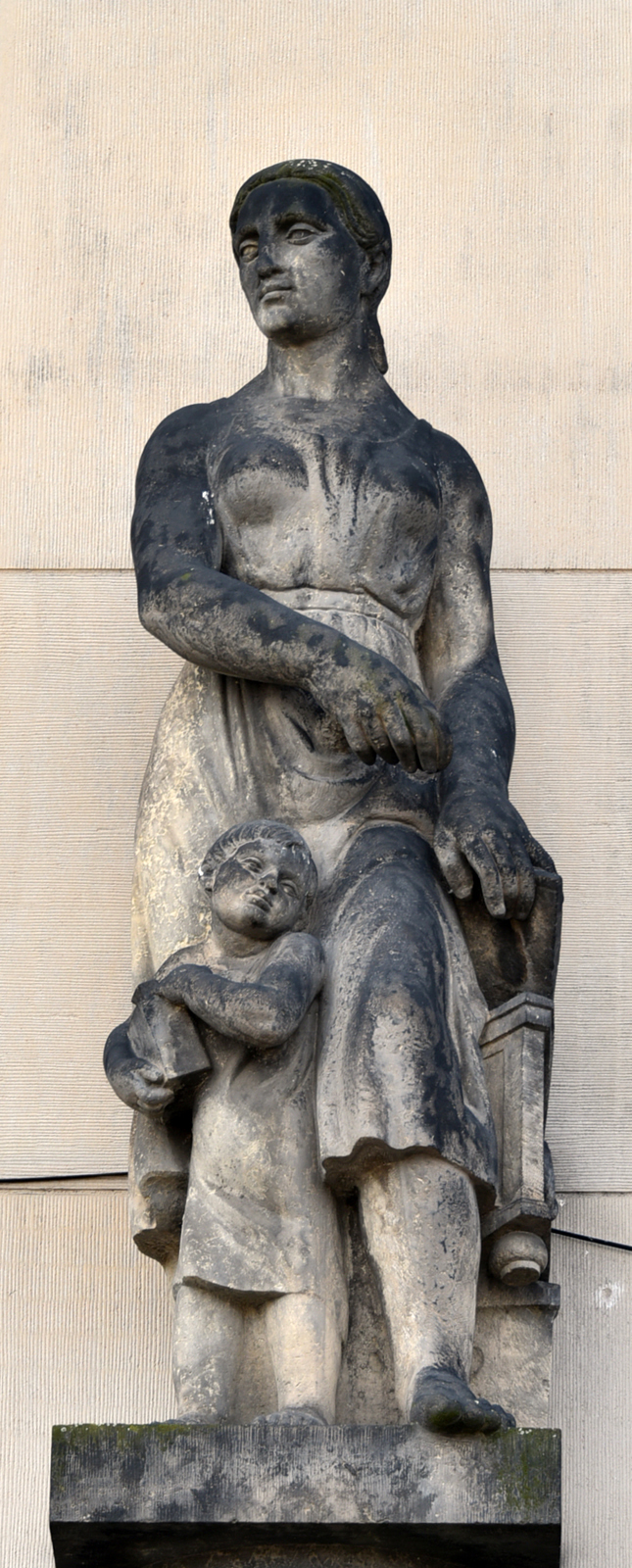
Ladislav Beneš, Pojištění (1924–1926)
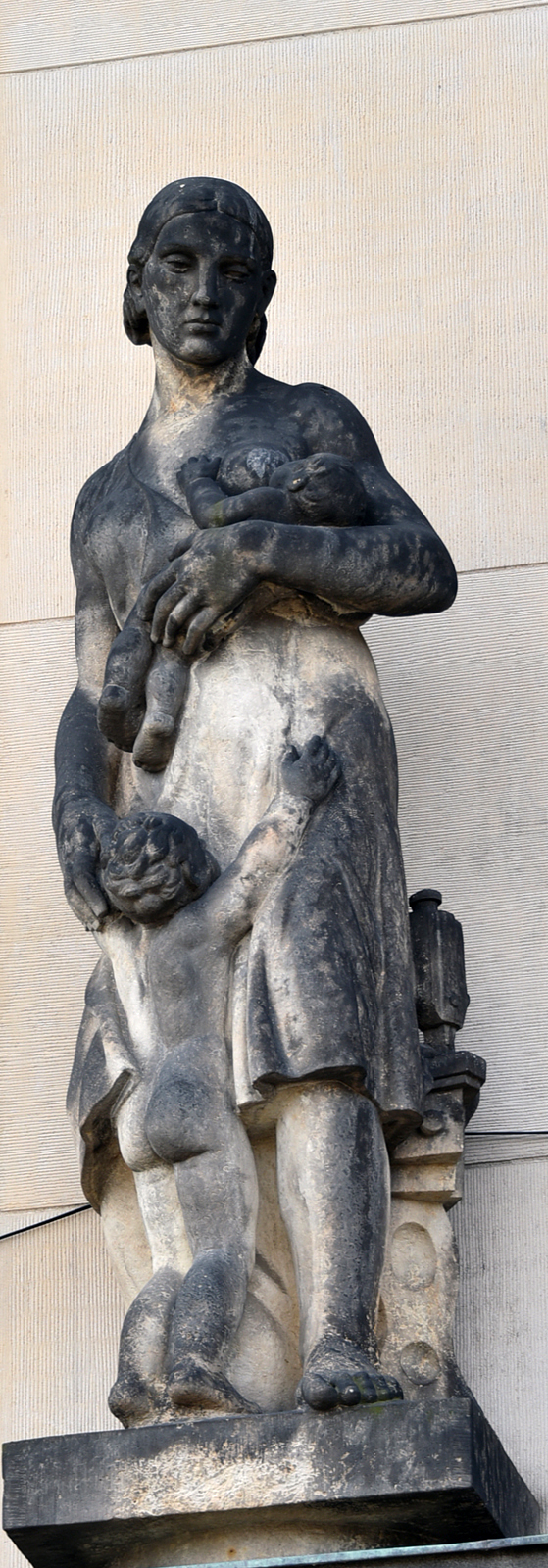
Ladislav Beneš, Mateřství (1924–1926)
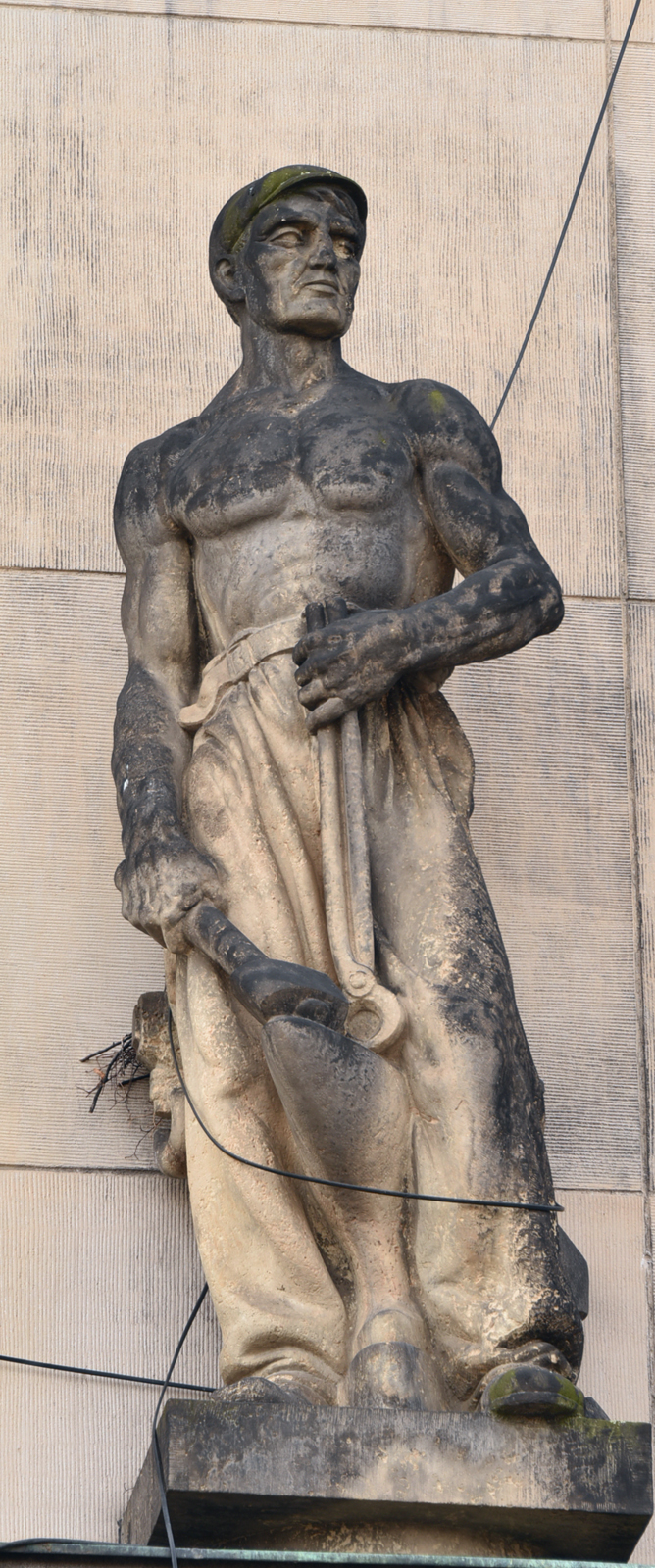
Ladislav Beneš, Práce (1924–1926)
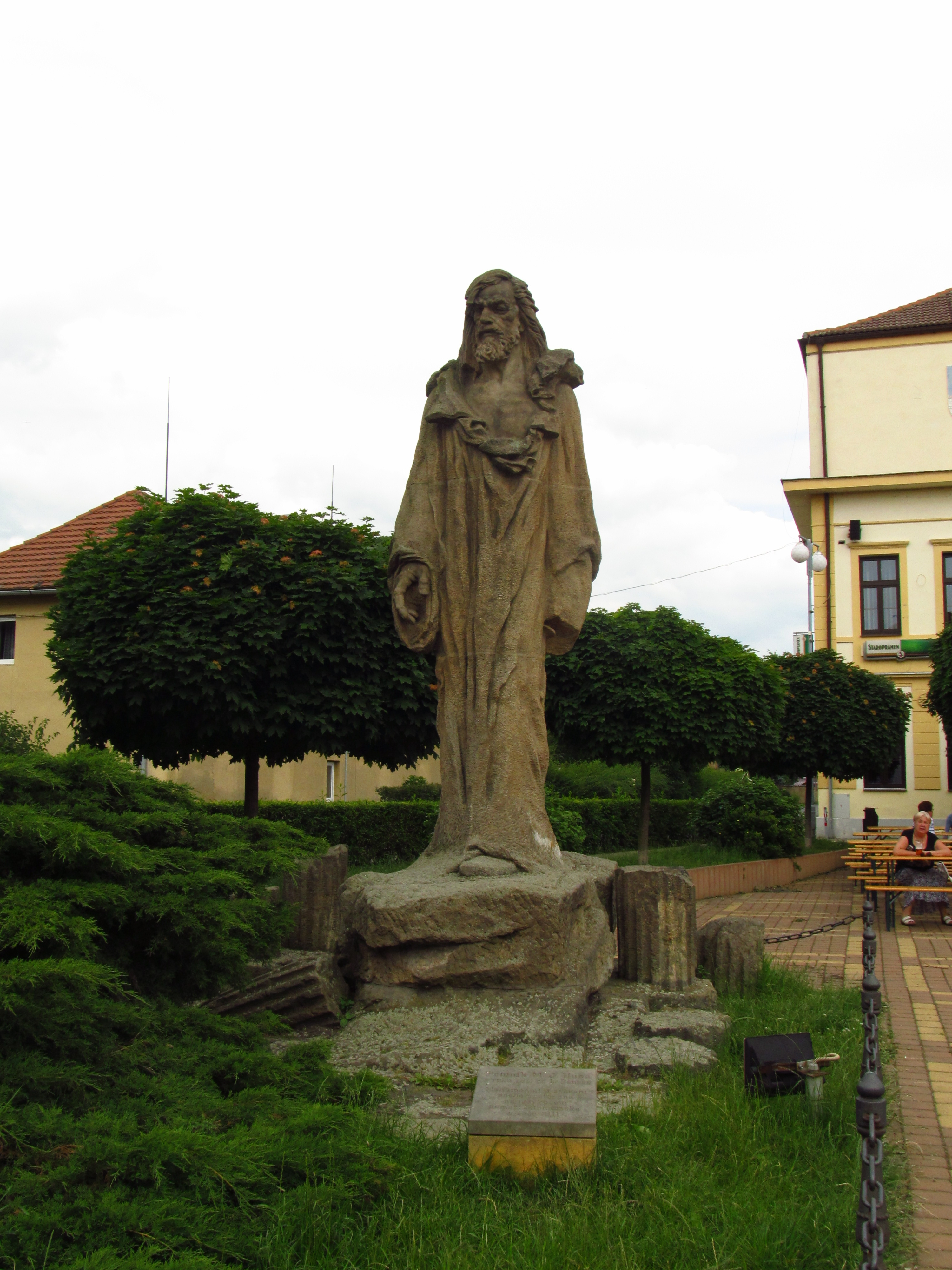
Ladislav Beneš, Pomník Mistra Jana Husa Bohušovice nad Ohří
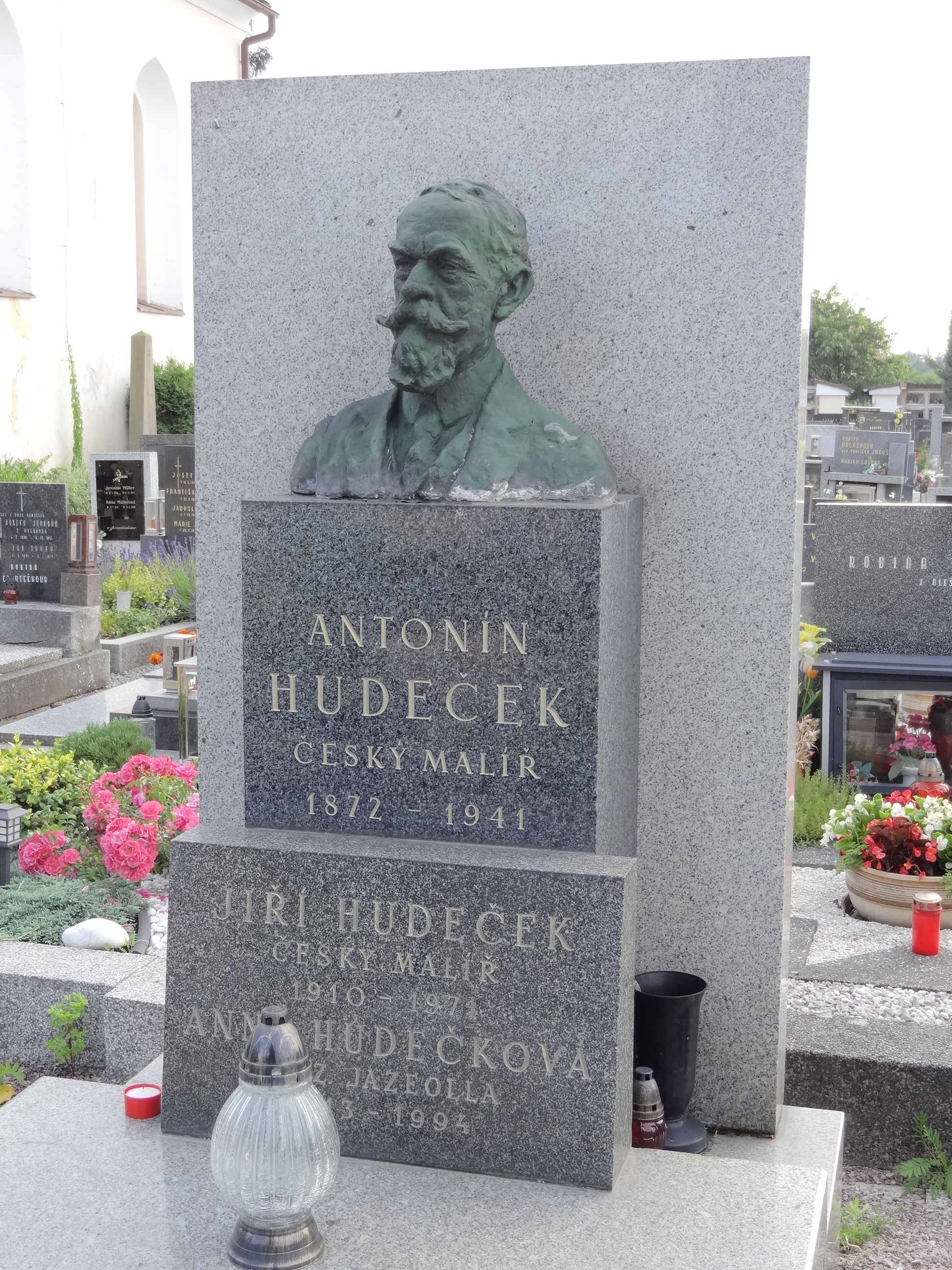
Ladislav Beneš, Busta Antonína Hudečka, Častolovice
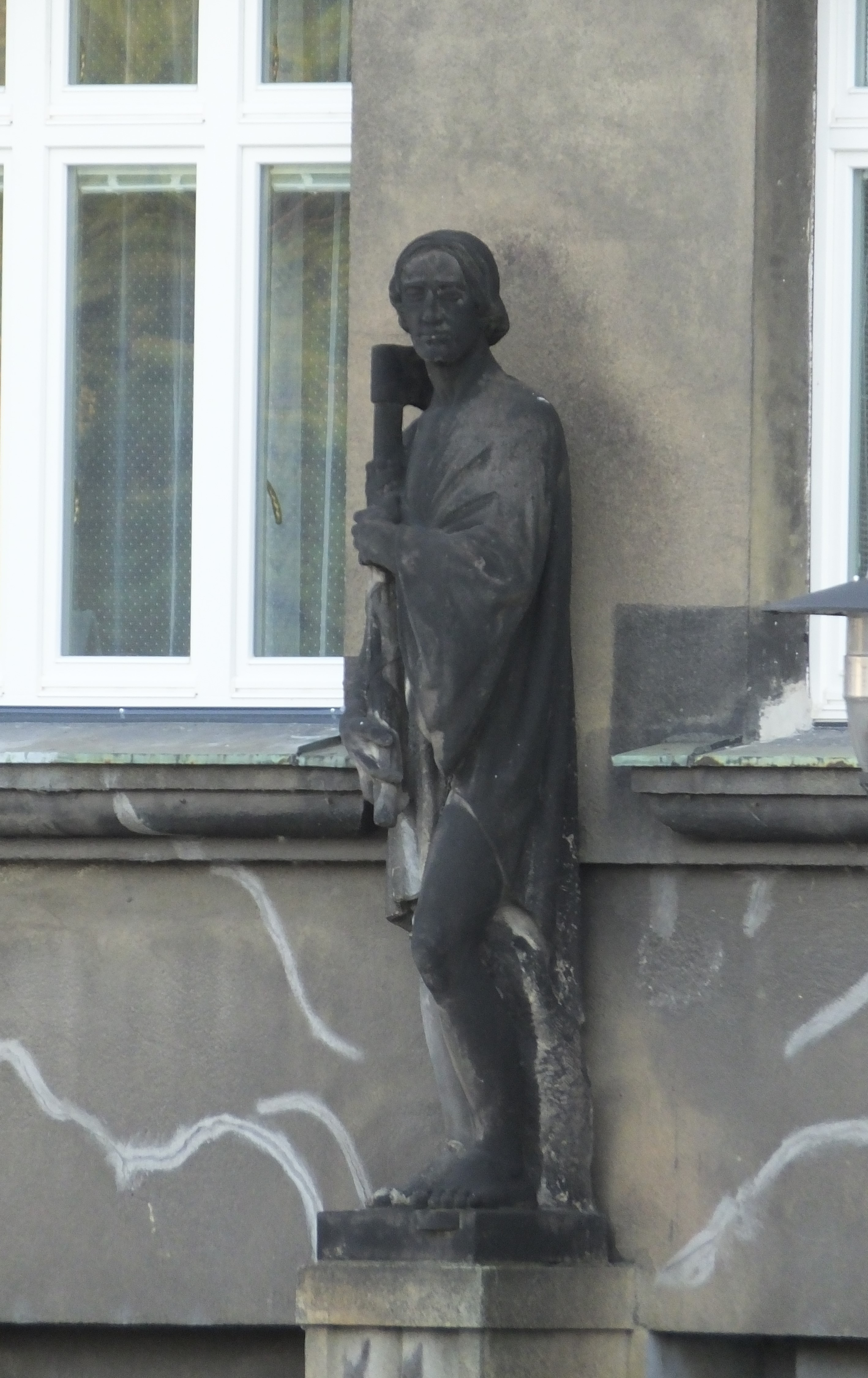
Ladislav Beneš, Liktor, Krajský soud, Moravská Ostrava
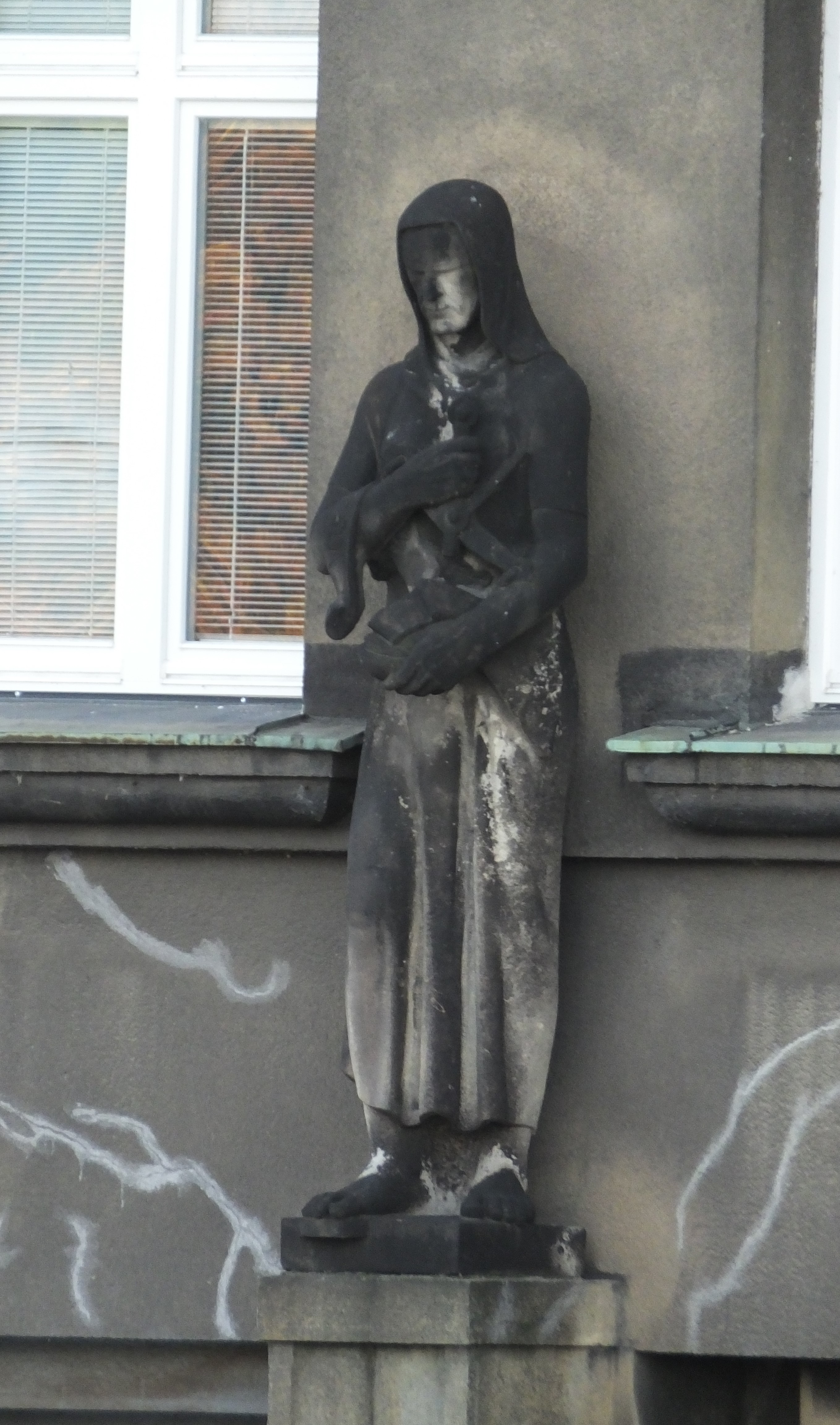
Ladislav Beneš, Justice-Spravedlnost, Krajský soud, Moravská Ostrava

#### Účast v soutěžích (nerealizovaná díla)
- Jezdecký pomník Jana Žižky pro Vítkov, 1928
- pomník Josefa Mánesa
- Československý dukát (čestné uznání)
- pomník Boženy Němcové v Ratibořicích
- pomník Bedřicha Smetany v Pardubicích (1936) v soutěži uspěl, ale pomník se do války nepodařilo realizovat